# Resolució 2110 del Consell de Seguretat de les Nacions Unides
La Resolució 2110 del Consell de Seguretat de les Nacions Unides fou adoptada per unanimitat el 24 de juliol de 2013. Després de recordar les resolucions 1550 (2003), 1546 (2004), 1557 (2004), 1619 (2005) 1700 (2006), 1770 (2007), 1830 (2008), 1883 (2009), 1936 (2010), 2001 (2011), 2061 (2012) i 2107 (2013) sobre la situació a l'Iraq, el Consell a ampliar el mandat de la Missió d'Assistència de les Nacions Unides per a l'Iraq fins al 31 de juliol de 2014, amb la intenció de revisar el mandat original en un termini de dotze mesos.
La resolució també posa l'accent en la necessitat que el Govern Federal de l'Iraq continuï proporcionant seguretat i suport logístic al personal de les Nacions Unides, declarant l'"essencial" per a la UNAMI.